# Hunter (Björk-låt)
"Hunter" är en låt skriven och framförd av den isländska sångerskan Björk. Den utgavs som den tredje singeln från albumet Homogenic den 24 mars 1998. Låten är producerad tillsammans med Mark Bell. Låten nådde #43 på den brittiska singellistan. Låten finns även med på soundtracket till Arkiv X: Fight The Future (The X-Files: The Album) från 1998.
Musikvideon till låten regisserades av Paul White och visar Björk med rakat huvud (egentligen en mössa) och från axlarna och uppåt, som på singelomslaget.

## Låtlista
Brittisk CD 1
1. "Hunter" (Radio edit) - 3:29
2. "All Is Full of Love" (In Love with Funkstörung) - 5:24
3. "Hunter" (µ-Ziq Remix) - 7:00

Brittisk CD 2
1. "Hunter" - 4:12
2. "Hunter" (State of Bengal Remix) - 7:47
3. "Hunter" (Skothùs Mix) - 9:12

Brittisk CD 3
1. "Hunter" (Mood Swing Remix) - 3:03
2. "So Broken" (DJ Krust Mix) - 8:13
3. "Hunter" (Live) - 4:28

## Covers
Det amerikanska rockbandet 30 Seconds to Mars spelade in en cover på "Hunter" som finns med på specialutgåvan av albumet A Beautiful Lie (2005).